# Cantó de Le Mans-Sud-Est
El cantó de Le Mans-Sud-Est és un cantó francès del departament de Sarthe, situat al districte de Le Mans. Compta amb un municipi i part de Le Mans.

## Municipis
- Le Mans (part)
- Ruaudin

## Història
| Data d'elecció                           | Identitat          | Partit                     | Qualitat |
| ---------------------------------------- | ------------------ | -------------------------- | -------- |
| 1967-1992                                | Robert Jarry       | PCF, després Divers gauche |          |
| 1992-1998                                | Jeanine Haudebourg | Divers gauche              |          |
| 1998-                                    | Christophe Counil  | PS                         |          |
| les dades anteriors no són pas conegudes |                    |                            |          |
|                                          |                    |                            |          |

## Demografia
| A partir de 1990: Població sense dobles comptes |